# Süte peal sulanud jää
"Süte peal sulanud jää" är den andra musiksingeln från den estniska sångaren Ott Lepland. 
Den släpptes i februari 2010 som den andra singeln från hans självbetitlade debutalbum Ott Lepland. 
Låten är skriven av Jussi Nikula & Caleb och Aapo Ilves.